# Bellingshausenia olasoi
Bellingshausenia olasoi är en fiskart som beskrevs av Jesús Matallanas 2009. Bellingshausenia olasoi ingår i släktet Bellingshausenia och familjen tånglakefiskar. Inga underarter finns listade.